# Pegomya falciforcipis
Pegomya falciforcipis este o specie de muște din genul Pegomya, familia Anthomyiidae, descrisă de Masayoshi Suwa în anul 1971. Conform Catalogue of Life specia Pegomya falciforcipis nu are subspecii cunoscute.